# 西島明彦
西島 明彦（にしじま あきひこ、1954年9月8日 - ）は、日本の元俳優、元歌手。本名同じ。
東京都出身。身長175cm、体重59kg。文化学院卒業。

## 人物
高校在学中より芸能活動を始め、俳優・歌手として活躍。『突撃! ヒューマン!!』『ウルトラマンタロウ』などの特撮ドラマや、バラエティ番組『ぎんざNOW!』などにレギュラー出演。
『ウルトラマンタロウ』出演の経緯は、西田次郎隊員役として出演していた三ツ木清隆がスケジュール調整が困難となったためであり、それまでのレギュラー出演者の中に入ることに躊躇はあったが、共演者に助けてもらうことが多かったと語っている。また、副隊長役の東野孝彦と隊員服の衣装のままオートバイで銀座を走ったこともあるという。しかし、事務所の意向により『ぎんざNOW!』出演を優先することになり、第35話を以て降板した。
現在は芸能界を引退し、玩具卸業であるエス・ワイコーポレーションの専務取締役を務める。
特技はレスリング、水泳。

## 出演

### テレビドラマ
- 青春をつっ走れ（1972年、フジテレビ）
- 突撃! ヒューマン!!（1972年、日本テレビ） - 岩城淳二郎 / ヒューマン2号
- 流星人間ゾーン 第4話「来襲! ガロガ大軍団 -ゴジラ登場-」（1973年、日本テレビ） - サチオ
- ウルトラマンタロウ 第8話 - 第35話（1973年、TBS） - 上野孝
- 虹のエアポート（1975年、TBS）
- 愛のサスペンス劇場 「帽子いっぱいの涙」（1976年、日本テレビ） - 高野信一
- 特別機動捜査隊 第785話「暴走時代」（1976年、NET） - 関進一
- 夜明けの刑事 第111話「歌手になりたかったのに!!」（1977年、日本テレビ）
- 特捜最前線 第17話「爆破60分前の女」（1977年、テレビ朝日）
- 新五捕物帳 第20話「明日に咲いた男花」（1978年、日本テレビ） - 長七

### バラエティ
- ぎんざNOW!（1973年、TBS）

### 映画
- 狼の紋章（1973年、東宝）

## 音楽

### シングル
- 愛の首飾り / 君が好きなんだ（1974年、ビクター）
- 雨の日の青春 / 成城駅（1975年、ビクター）